# Jazz fusió
En la música, es denomina la fusió a la "conjunció de dos o més estils diferents, per produir una forma única i identificable per separat d'ells", segons la clàssica definició de Clayton i Gammond. El jazz fusió (de vegades anomenat jazz-rock o només fusió) és un gènere musical que combina el jazz amb altres estils, especialment amb el rock, funk, R&B i la world music. Bàsicament en formen part músics de jazz que barregen les formes i les tècniques del jazz amb els instruments elèctrics del rock i l'estructura rítmica de la música popular afroamericana, tant amb el soul com amb el rhythm and blues.
Pel que fa a l'estil de les improvisacions es pot trobar una mescla de hard-bebop amb improvisació lliure free-jazz, és a dir manca de forma melòdica cenyida estrictament als acords, amb formes i tècnica molt sofisticades, unida a una certa llibertat tonal i inspiració vitalista, gairebé mai melancòlica.
La dècada dels setanta va ser la més important per a la fusió, però també ha estat representada a les dècades posteriors. Els àlbums de fusió, fins i tot aquells que estan fets pel mateix artista, inclouen estils musicals variats. Es pot dir que més que un estil musical coherent, la fusió és una tradició musical i una manera d'acostar-se a la música.
Un dels àlbums més representatius d'aquest estil és "Head Hunters", editat el 1973 pel grup amb aquest mateix nom, encapçalat per Herbie Hancock. Es tracta de l'àlbum amb més vendes de la història del jazz, i el prosseguiren altres treballs de no inferior qualitat per part del mateix grup: "Thrust" i "Secrets".

## Bossanova
En els primers temps del jazz ja es va produir una primerenca incorporació d'elements hispans a la música hot. De fet, els ritmes d'havanera, Calinda, contradansa o fandango eren usuals en la música de Nova Orleans. Un dels compositors dels que va beure profundament el hot, Louis Moreau Gottschalk (1829-1869) va estar molt influït per la música cubana i, especialment, pel compositor Manuel Samuell. Tant el ragtime com les primeres bandes hot van recollir abundantment el material d'Gottschalk. Però, en general, tota la cultura que genera el primigeni jazz, és una cultura criolla, amb una música pròpia resultat de la fusió d'altres.
La presència d'elements hispans es va mantenir en el jazz dels anys 20 i 30, encara que sense la intensitat necessària per gestar una veritable fusió. No obstant això, a meitat dels anys 1940, la influència cubana sobre el bop va generar un estil de fusió el millor exponent va ser la big band de Machito, gresol en el qual es van fondre els ritmes cubans i les frases jazzístiques, 7 i la influència es va estendre a un gran nombre de músics, entre ells Dizzy Gillespie, qui el va batejar com cubop o bop afrocubà, 8 tot i que finalment va quedar recollit en la història del jazz com "jazz llatí". Entre els seus executors més destacats, a més dels citats, estan: Chano Pozo, Tito Rodríguez, Mario Bauzá, Pérez Prado, Chico O'Farrill, Ray Barretto, Johnny Pacheco, Eddie Palmieri, Carlos "Patato" Valdés, Tito Puente, Tata Güines, Irakere o Paquito D'Rivera.
El mateix jazz llatí ha tornat la influència a la música del Carib, donant lloc a formes híbrides com la Salsa, amb bandes destacades com Fania All Stars. Més recentment, ja en les últimes dècades del segle xx, noves influències hispanes sobre el jazz, han ampliat l'espectre del jazz fusió llatí: la bachata, el tango, etc. Especialment el tango ha generat un gran nombre d'experiències de fusió de primer nivell: Gerry Mulligan, Astor Piazzolla, Gato Barbieri, Osvaldo Tarantino, Tango Crash ...